# Studienka
Studienka este o comună slovacă, aflată în districtul Malacky din regiunea Bratislava, pe malul râului Rudava⁠(d). Localitatea se află la altitudinea de 203 m deasupra n.m., se întinde pe o suprafață de 16,79 km2 și în 2017 număra 1.612 locuitori.

## Istoric
Localitatea Studienka este atestată documentar din 1392.

## Demografie
| An:                | 1994 | 2004   | 2014   | 2024   |
| ------------------ | ---- | ------ | ------ | ------ |
| Număr de persoane: | 1513 | 1608   | 1644   | 1748   |
| Diferență:         |      | +6,27% | +2,23% | +6,32% |

| An:                | 2023 | 2024   |
| ------------------ | ---- | ------ |
| Număr de persoane: | 1751 | 1748   |
| Diferență:         |      | −0,17% |